# Лудвиг Карл Франц Леополд фон Хоенлое-Валденбург-Бартенщайн
Лудвиг Карл Франц Леополд фон Хоенлое-Валденбург-Бартенщайн (на немски: Ludwig Carl Franz Philipp Leopold zu Hohenlohe-Waldenburg-Bartenstein; * 15 ноември 1731, Зиген; † 14 юни 1799 г., Клайнхойбах) е от 1 март 1763 г. 2. княз на Хоенлое-Бартенщайн.

## Биография
Той е най-големият син и наследник на княз Карл Филип Франц фон Хоенлое-Бартенщайн (1702 – 1763) и съпругата му принцеса София Доротея Вилхелмина Фридерика фон Хесен-Хомбург, графиня на Лимпург (1714 – 1777), дъщеря на Лудвиг Георг фон Хесен-Хомбург, господар на Вининген (1693 – 1728) и Кристиана Магдалена Юлиана фон Лимпург-Зонтхайм (1683 – 1746). Майка му е внучка на принца фон Хомбург ландграф Фридрих II фон Хомбург-Вининген (1633 – 1708).
Брат му Йозеф Христиан Франц (1740 – 1817) e 1795 г. епископ на Бреслау, херцог на Гроткау и княз на Найсе.
На 6 май 1757 г. принц Лудвиг Карл Франц Филип Леополд (често наричан само Лудвиг Леополд) се жени за Фредерика Поликсена фон Лимбург-Щирум. Той живее като наследствен принц с фамилията си в Шилингсфюрст. През 1762 г. той се мести в Бартенщайн.
По време на Френската революция множество избягали френски благородници са приети в княжеството Хоенлое-Бартенщайн. Образува се полк за борба против революцията. Бартенщайн става културен, политически и икономически център. Около 1763 г. той дава градски права на резиденцията си.
След смъртта на съпругата му княз Лудвиг Леополд се отказва през 1798 г. от службата си като княз. След това следва подялба на наследството на Хоенлое-Бартенщайн и Хоенлое-Ягстберг.
Лудвиг Леополд фон Хоенлое-Бартенщайн умира на 14 юни 1799 г. на 67 години след катастрофа с колата му в Клайнхойбах. Погребан е в манастир Енгелберг, гробното място на князете фон Льовенщайн.

## Фамилия
Лудвиг Леополд фон Хоенлое-Бартенщайн се жени на 6 май 1757 г. в Шилингсфюрст за графиня Фредерика Поликсена Бенедикта Йозефа Филипина Антония фон Лимбург-Щирум (* 28 октомври 1738; † 26 февруари 1798), дъщеря на граф Христиан Ото фон Лимбург-Щирум и третата му съпруга принцеса Каролина Юлиана София фон Хоенлое-Валденбург-Шилингсфюрст. Те имат седем деца:
- София Каролина Йозефа Филипина Мария Анна Луция (13 декември 1758 – 20 януари 1836, Рим)
- Мария Анна Елизабет Йозефа (20 март 1760 – 11 юни 1811, Братислава), омъжена на 22 август 1784 г. в Бартенщайн за граф Пиер Гаспард Мари де Гримод-Бевил фон Орсай († 3 януари 1809, Виена)
- Мария Леополдина Хенриета (15 юли 1761 – 15 февруари 1807), омъжена на 9 май 1780 г. в Бартенщайн за княз Доминик Константин фон Льовенщайн-Вертхайм-Рошфор-Розенберг (16 април 1762 – 18 април 1814)
- Йозефа Елизабета Еуфемия Розина (11 март 1763 – 19 февруари 1796), монахиня в Торн
- Лудвиг Алойс (12 декември 1766 – 31 май 1829, Париж), 3. княз на Хоенлое-Бартенщайн, австрийски генерал-лейтенант и маршал на Франция, женен I. на 18 ноември 1786 г. за графиня Франциска Вилхелмина Августа фон Мандершайд-Бланкенхайм (13 март 1770 – 26 август 1789), II. на 19 януари 1790 г. в Бедбург за Мария Кресценция алтграфиня фон Залм-Райфершайт (29 август 1768 – 4 април 1826)
- Карл Йозеф (12 декември 1766 – 6 юли 1838), 5. княз на Хоенлое-Бартенщайн-Ягстберг от 1803 г., женен I. на 5 юли 1796 г. в Лудвигсбург за херцогиня Хенриета Шарлота фон Вюртемберг (11 март 1767 – 23 май 1817), II. на 9 юли 1820 г. във Вурцах за графиня Мария Валбурга фон Валдбург-Цайл-Вурцах (13 септември 1794 – 9 октомври 1823)
- Франциска Романа Луиза Хенриета Амброзия (7 декември 1770 – 17 януари 1812, Вюрцбург), омъжена на 15 ноември 1796 г. за княз Франц Вилхелм фон Залм-Райфершайт-Краутхайм († 14 май 1831)

## Галерия
- Епитаф на княза, манастир Енгелберг, Гросхойбах
- Надпис на епитафа